# Neulise
Neulise é uma comuna francesa na região administrativa de Auvérnia-Ródano-Alpes, no departamento de Loire. Estende-se por uma área de 22,99 km². Em 2010 a comuna tinha 1 387 habitantes (densidade: 60,3 hab./km²).